# Luis Díez del Corral
Luis Díez del Corral (* 5. Juli 1911 in Logroño; † 7. April 1997 in Madrid) war ein spanischer Jurist, Politikwissenschaftler und Ordinarius der Universität Madrid.

## Werke
- Mallorca, 1942, Premio Nacional de Literatura
- El liberalismo doctrinario, 1945
  - deutsch: Doktrinärer Liberalismus. Guizot und sein Kreis, Neuwied am Rhein / Berlin 1964
- El rapto de Europa. Una interpretación histórica de nuestro tiempo, 1954
  - deutsch: Der Raub der Europa. Eine historische Deutung unserer Zeit Beck, München 1959
- De historia y política, 1957
- Del viejo al nuevo mundo, 1963
  - deutsch: Asiatische Reise: kulturgeschichtliche Betrachtungen über den Fernen Osten, München 1967 (Teilausgabe)
- La mentalidad política de Tocqueville con especial referencia a Pascal, 1971
- La monarquía de España en el pensamiento político europeo. De Maquiavelo a Humboldt, 1976
- Velázquez, la monarquía e Italia, 1979
- El pensamiento político de Tocqueville, 1989

Weitere Schriften in deutscher Sprache:
- Chateaubriand und der soziologische Ästhetizismus Tocquevilles, Berlin 1968
- Die Umkehrung des klassischen Mythos in der heutigen Literatur, in: Literaturwissenschaftliches Jahrbuch, NF 1, 1960. S. 259–272
- Rilkes Orpheus, in: Antaios 4 (1962/63), S. 120–135

## Auszeichnungen
- 1988: Prinz-von-Asturien-Preis